# 高翔 (三國)
高翔（2世紀？—3世紀？），一作高詳，荊州南郡（治今湖北省荊州市）人，蜀漢諸葛亮北伐時期重要將領，任右將軍，封玄鄉侯。

## 生平
建安二十三年（218年），隨劉備討伐漢中（今陕西省汉中市），高翔屯兵於陽平（今陕西省汉中市宁强县），以確保糧草轉運，被徐晃擊破。但並沒有影響劉備軍的糧草轉運。
建興六年（228年），隨丞相諸葛亮北伐，屯兵柳城（在今甘肃省天水市张家川县境内）。但其後馬謖在街亭之戰被擊破，柳城亦被郭淮攻破，高翔敗退。
建興九年（231年）五月，高翔為前部督，與魏延、吳班率軍大破魏國都督司馬懿，斬獲三千首級，繳獲玄鎧五千，角弩三千一百張。後李嚴延誤軍機（231年春天，第四次北伐），高翔和吳班等同諸葛亮共上表劉禪請廢之。

## 评价
- 曹叡：“王师方振，胆破气夺，马谡、高祥，望旗奔败。”（《三国志·卷三·魏书三·明帝纪第三注引〈魏略〉》）

## 艺术形象

### 三国演义
形象较历史上丰富许多，为蜀汉一员战将。诸葛亮出师北伐，高翔以右将军、玄都侯的身份跟随出征。蜀汉老将赵云中魏将姜维计，高翔和张翼率军杀入，接应赵云撤退。之后司马懿率兵来攻，诸葛亮派遣高翔进驻列柳城，以在必要时救援镇守街亭的马谡。街亭战况危急，高翔率兵救援，与王平、魏延合军，欲先劫魏军营寨，再去救援马谡，不料中计，列柳城亦为魏军所夺，唯有撤回阳平关。诸葛亮五出祁山，並造木牛流马，以高翔引军搬运粮草。诸葛亮引司马懿入上方谷，又令高翔引兵用木牛流马往来于上方谷内引诱魏军，司马懿中计，被蜀军大败。

### 動畫
- 三國演義

### 影視
- 中國中央電視台電視劇《三國演義》（1994年）：袁利坚
- 中國電視劇《三国》（2010年）：陈则
- 中國電視劇《大軍師司馬懿之軍師聯盟》（2017年）：宋涛